# Mario Beata
Mario Beata (17 de octubre de 1974, Puerto Cortés, Honduras) es un exfutbolista y actual entrenador de fútbol de nacionalidad hondureña. Como jugador debutó con el Club Deportivo Marathón y también se retiró con este club. Actualmente es asistente técnico del Club Deportivo Marathón de la Liga Nacional de Fútbol de Honduras.

## Clubes

### Como jugador
| Club                    | País     | Año       |
| ----------------------- | -------- | --------- |
| Marathón                | Honduras | 1992-1999 |
| Platense                | Honduras | 2000-2001 |
| Olimpia                 | Honduras | 2001-2005 |
| Marathón                | Honduras | 2006-2009 |
| Hunan Billows           | China    | 2010-2011 |
| Club Deportivo Marathón | Honduras | 2012      |

## Palmarés

### Campeonatos nacionales
1994 Campeón de copa Marathon
2001 subcampeón Platense
2001 Campeón         Platense
2002-2003-2004-2005 Campeón Olímpica
2007-2008-2009 Campeón Marathon